# Verein der Freunde und Alumni der Bergischen Universität
Der Verein der Freunde und Alumni der Bergischen Universität (FABU) ist ein gemeinnütziger Förderverein von Angehörigen, Freunden und Alumni der Bergischen Universität Wuppertal. Er unterstützt die Universität in ihren Aufgaben und verfügt innerhalb seiner Organisation über Sektionen, die die einzelnen Fachbereiche gezielt unterstützen. Der FABU wurde bis 2015 unter dem Namen Gesellschaft der Freunde der Bergischen Universität (GFBU) geführt.
Vor allem durch die Initiierung der Uni Konzerte, die Errichtung des Gästehauses und Begegnungszentrums am Freudenberg sowie die akademische Vortragsreihe UniTal hat der Verein einen entscheidenden Beitrag zur Geschichte und Entwicklung der Bergischen Universität geleistet.

## Geschichte
Der Förderverein wurde knapp ein Jahr nach Gründung der damaligen Gesamthochschule am 5. Juni 1973 gegründet. Dem Gründungskreis gehörten bereits bekannte Unternehmer wie Erich Mittelsten Scheid, Hellmut Girardet oder auch Heino Ahr an. Im Mai 1975 hatte der Verein bereits 175 Mitglieder und ein Eigenkapital von knapp 36.000 Mark. 1977 wurde durch Mittel der GFBU in Höhe von 12.000 Mark der Bau des Hochschul-Kindergartens ermöglicht. 1978 wurde für 67.000 Mark eine simultane Übersetzungsanlage erworben. 1980 übernahm Ingrid Henkels den Vorsitz von Erich Mittelsten Scheid, der neue Schatzmeister Hans H. Asmus stellte einen Vermögensstand von über 190.000 Mark fest. Vor der neunten ordentlichen Mitgliederversammlung wurden zu Werbezwecken 10.000 Flyer verteilt, der Verein hatte zu diesem Zeitpunkt 270 Mitglieder. 1985 initiierte Rektor Josef M. Häußling die Reihe der UNI KONZERTE, die zwei Jahre später mit der Anschaffung eines Konzertflügels weiter unterstützt wurde.
1991 konnte mit dem Unternehmer Johannes Dinnebier das 500. Mitglied des Fördervereins begrüßt werden, mittlerweile konnten jährlich zwischen 70.000 und 144.000 Mark an Fördermitteln vergeben werden. Als Sektion der GFBU wurde 1992 der Freundeskreis Hochschulsport und Sportwissenschaft gegründet. 1994 wurde auf Vorschläge von Erich Hödl und Walter Blum das ehemalige Offizierskasino der Generaloberst-Hoepner-Kaserne – dem heutigen Campus Freudenberg – mit großzügigen Fördermitteln zu einem Gästehaus und Begegnungszentrum umzubauen, zwei Jahre später sind auf dem eigens für dieses Projekt eingerichteten Spenderkonto bereits fast 250.000 Mark eingegangen. Im Jahr 2000 wurden die zwei neuen Sektionen Freundeskreis Maschinentechnik und Freundeskreis Evangelische Theologie gegründet, im Jahr darauf folgte der Freundeskreis Wirtschaftswissenschaften. Die Mitgliederzahl betrug nun 635. 2003 wurden 24 Hochschulprojekte mit über 54.000 Euro gefördert, ein Teil dessen floss in die Zollverein School of Management and Design in Essen. 2004 übernahm der Remscheider Unternehmer und Vaillant-Geschäftsführer Karl-Ernst Vaillant den Vereinsvorsitz. 27 Hochschulprojekte wurden mit knapp 57.000 Euro gefördert, unter anderem auch ein Projekt des Fachbereichs Druck und Medientechnik zur Düsseldorfer Fachmesse drupa.
2006 wurde Johannes Köbberling zum neuen Vorsitz gewählt. 2007 führte die GFBU in Kooperation mit der Westdeutschen Zeitung erstmals die Vortragsreihe UniTal in der City-Kirche Elberfeld durch, bei der verschiedene Professoren Vorträge zu ihren Fachbereichen hielten. 2008 konnten unter anderem das internationale Hochschulprojekt Environmental Ecology, das 15. Wuppertaler Linguistische Forum sowie ein Goethe-Abend gefördert werden. 2009 wurden darüber hinaus eine Studienfahrt ins KZ Auschwitz und eine Exkursion nach Weimar finanziert. Auch 2010 konnten 24 teils überregionale Hochschulprojekte gefördert werden. 2012 wurde die Errichtung des Uni-Arboretums, eines etwa 1 km langen Baumlehrpfades, unterstützt.
2015 wurde beschlossen, das Profil des Vereins fächerübergreifend auf Studierende, Angehörige, Alumni und Partner zu erweitern. Im Zuge dessen wurde die Gesellschaft der Freunde der Bergischen Universität in den Verein der Freunde und Alumni der Bergischen Universität (FABU) umbenannt.
Ulrich Jaeger, Geschäftsführer der WSW mobil GmbH, löst 2018 Köbberling als Vorstandsvorsitzender ab.

## Preise
Seit 1998 werden jährlich Förder- und Promotionspreise an Studierende vergeben und würdigen herausragende Leistungen in schriftlichen oder künstlerischen Abschlussarbeiten. Insgesamt werden bis zu 10.000 Euro vergeben. Auch Hochschullehrer haben die Möglichkeit, ihre Arbeiten einzureichen.

### Serendipity-Preis
Darüber hinaus wurde zwischen 2008 und 2014 von der Firma Wiesemann & Theis der Serendipity-Preis gestiftet, der Arbeiten würdigt, die ein überraschendes Ergebnis liefern oder ihre zu Beginn aufgestellte These oder wissenschaftliche Annahme schlussendlich in Frage stellen.
Preisträger
- 2008 – Daniel Kümpel
- 2009 – Jan-Moritz Koenen
- 2010 – Paul Willems
- 2011 – Nadine Eichler
- 2012 – Cédric Meschke
- 2013 – David Benjamin Müller
- 2014 – Bianca Wegener

### Bergischer Wissenschaftstransferpreis
Seit 2012 wird von der GFBU der Bergische Wissenschaftstransferpreis ausgeschrieben. Der mit 15.000 Euro dotierte Preis zeichnet Wissenschaftler aus, die im Rahmen einer Kooperation zwischen Forschung und praktischer Anwendung zu herausragenden Ergebnissen gekommen sind.
Preisträger
- 2012 – Markus Zdrallek
- 2013 – Hartmut Beckedahl und Christian Nafe (Sonderpreise an: Bärbel Diehr, Jan Kassel, Ralf Gießler, Gela Preisfeld, Karsten Damerau, Michael Tausch und Amitabh Banerji)

### Preis der Fudickar-Stiftung
2009 und 2011 wurde der Preis der Fudickar-Stiftung ausgeschrieben und zeichnete in beiden Jahren studentische Diplomarbeiten aus.
Preisträger
- 2009 – Paul Czarnecki
- 2011 – Kristina Meder und Antonio Fuentes Arjona

### Stella-Baum-Kunstförderpreis
2010 wurde erstmals der nach Stella Baum benannte Stella-Baum-Kunstförderpreis (auch Stella-Baum-Preis) verliehen, damit Kunststudenten ihre Werke der Öffentlichkeit präsentieren können. Der Preis ist mit 2500 Euro dotiert.
Preisträger
- 2010 – Sandra Creutz[6]
- 2011 – Christina Trommer[7]
- 2012 – Katharina Gührs[8]
- 2013 – Sebastian Lenz[9]
- 2014 – Frederik Ellerbrock[10]
- 2015 – Florian Kulinna[11]
- 2016 – Martina Verbocket[12]
- 2017 – Marc Kox[13]
- 2018 – Marita Speen[14]
- 2019 – Sevda Aktas[15]

## Vorstand
Den Vorsitz bekleidet seit 2006 der Arzt Johannes Köbberling, seine Stellvertreter sind der frühere Vorsitzende des DGB Bergisch Land Heino Ahr sowie der Vorsitzende der Stadtsparkasse Wuppertal Norbert Brenken.
Ehrenvorsitzende des FABU ist Ingrid Henkels, Schatzmeister ist Jörg Bornheimer, Schriftführer ist Martin Hebler vom Technologiezentrum Wuppertal.
Weitere Vorstandsmitglieder sind Silvia Schwarz, die Rektorin vom Carl-Duisberg-Gymnasium, Andreas Kletzander vom Jobcenter Wuppertal sowie der Rektor der Universität Lambert T. Koch und der Kanzler der Universität Roland Kischkel.
Dem Beirat gehören unter anderem der Vorstandsvorsitzende der Barmenia Versicherungen Josef Beutelmann, der Vorsitzende der Technischen Akademie Wuppertal Erich Giese, der Unternehmer Dirk Sachsenröder sowie die Professoren Siegfried Maser und Ernst-Andreas Ziegler an.

### Liste der Vorstandsvorsitzenden
- 1973–1980: Erich Mittelsten Scheid
- 1980–2004: Ingrid Henkels
- 2004–2006: Karl-Ernst Vaillant
- 2006–2018: Johannes Köbberling
- 2018–0000: Ulrich Jaeger

## Sektionen
Die Mitgliedschaft in einer der Sektionen ist verpflichtend für die Mitgliedschaft im Freundschaftskreis. Bis Zwischen 1988 und 2013 sind fünf Sektionen entstanden:
- Sektion Druck (Seit 1988)
- Sektion Sport (Seit 1992)
- Sektion „Evangelische Theologie“ (Seit 2000)
- Sektion „Freundeskreis Maschinentechnik“ (Seit 2000)
- Sektion Wirtschaftswissenschaft (Seit 2000)